# Blancpain Endurance Series 2015
Die Blancpain Endurance Series 2015 war die fünfte Saison der Blancpain Endurance Series. Die von der SRO Motorsports Group ausgetragene Serie war Teil der Blancpain GT Series und startete am Autodromo Nazionale Monza im April 2015.

## Rennkalender
Der Rennkalender wurde im Vergleich zur Vorsaison nicht verändert und enthält somit erneut fünf Veranstaltungen, deren Termine fast deckungsgleich mit 2014 sind. Verändert wurde nur die Dauer zweier Veranstaltungen: Das Rennen in Le Castellet führt nun über 1000 Kilometer, während das Finale auf dem Nürburgring lediglich drei Stunden dauern soll.
| Nr. | Datum         | Rennname Rennstrecke                    | Distanz    | Sieger Pro Cup                              | Sieger Pro-Am Cup                                                      | Sieger Am Cup                                             |
| --- | ------------- | --------------------------------------- | ---------- | ------------------------------------------- | ---------------------------------------------------------------------- | --------------------------------------------------------- |
| 01  | 12. April     | Monza                                   | 3 Stunden  | Andrew Palmer Fabio Babini Jeroen Mul       | Rinat Salikhov Norbert Siedler                                         | Stephen Earle Marco Zanuttini Liam Talbot                 |
| 02  | 24. Mai       | Silverstone                             | 3 Stunden  | Rob Bell Shane van Gisbergen Kévin Estre    | Paul Wilson Stuart Leonard Michael Meadows                             | Olivier Grötz Karim Ojjeh                                 |
| 03  | 20. Juni      | Le Castellet 1000 Le Castellet          | 6 Stunden  | Wolfgang Reip Alex Buncombe Katsumasa Chiyo | Michael Broniszewski Alessandro Bonacini Michael Lyons                 | Fabio Mancini Andrey Birzhin Rino Mastronardi             |
| 04  | 25.–26. Juli  | Total 24 Hours of Spa Spa-Francorchamps | 24 Stunden | Markus Palttala Lucas Luhr Nicky Catsburg   | Pasin Lathouras Stéphane Lémeret Gianmaria Bruni Alessandro Pier Guidi | John Loggie Julian Westwood Callum MacLeod Benny Simonsen |
| 05  | 21. September | Nürburgring                             | 3 Stunden  | Rob Bell Shane van Gisbergen Kévin Estre    | Gabriele Gardel Lorenz Frey Frédéric Barth                             | Anthony Pons Fabien Barthez                               |

## Teilnehmerliste
| Team       | Fahrzeug          | Fahrer |
| ---------- | ----------------- | ------ |
| ISR Racing | Audi R8 LMS ultra | TBA    |
| ISR Racing | Audi R8 LMS ultra | TBA    |
| ISR Racing | Audi R8 LMS ultra | TBA    |
| ISR Racing | Audi R8 LMS ultra | TBA    |

## Meisterschaftsergebnisse

### Punktesystem
Meisterschaftspunkte wurden für die ersten zehn Plätze in jedem Meisterschaftsrennen vergeben. Die Teilnehmer mussten 75 % der Renndistanz des Siegerautos absolvieren, um klassifiziert zu werden und Punkte zu sammeln. Einzelne Fahrer mussten mindestens 25 Minuten teilnehmen, um in einem Rennen Meisterschaftspunkte zu sammeln.

### 3-Stunden-Meisterschaftsrennen
| Platz  | 1. | 2. | 3. | 4. | 5. | 6. | 7. | 8. | 9th | 10. |
| Punkte | 25 | 18 | 15 | 12 | 10 | 8  | 6  | 4  | 2   | 1   |

### 24-Stunden-Rennen von Spa-Francorchamps
Punkte wurden nach sechs Stunden, nach zwölf Stunden und im Ziel vergeben.
| Platz              | 1. | 2. | 3. | 4. | 5. | 6. | 7. | 8. | 9. | 10. |
| Punkte nach 6/12 h | 12 | 9  | 7  | 6  | 5  | 4  | 3  | 2  | 1  | 0   |
| Punkte nach 24 h   | 25 | 18 | 15 | 12 | 10 | 8  | 6  | 4  | 2  | 1   |

### 1000-km-Rennen von Paul Ricard
| Platz  | 1. | 2. | 3. | 4. | 5. | 6. | 7. | 8. | 9. | 10. |
| Punkte | 33 | 24 | 19 | 15 | 12 | 9  | 6  | 4  | 2  | 1   |

### Pro Cup
| Position | Team                       | Marke         | Monza    | Silverstone | Le Castellet | Spa-Francorchamps | Spa-Francorchamps | Spa-Francorchamps | Nürburgring | WM-Punkte Total |
| Position | Team                       | Marke         | Position | Position    | Position     | Pos. 6h           | Pos. 12h          | Pos. 24h          | Position    | WM-Punkte Total |
| -------- | -------------------------- | ------------- | -------- | ----------- | ------------ | ----------------- | ----------------- | ----------------- | ----------- | --------------- |
| 1        | Belgian Audi Club Team WRT | Audi          | 4        | 3           | 7            | 1                 | 1                 | 1                 | 1           | 122             |
| 2        | Bentley M-Sport            | Bentley       | 7        | 1           | 1            | 38                | 15                | 13                | 8           | 90              |
| 3        | HTP Motorsport             | Mercedes-Benz | 5        | 5           | 3            | 3                 | 6                 | 5                 | 2           | 90              |
| 4        | ART Grand Prix             | McLaren       | 1        | 2           | 2            | 20                | 43                | NC                | 5           | 84              |
| 5        | Saintéloc Racing           | Audi          | 2        | 4           | 5            | 2                 | 4                 | 4                 | 4           | 80              |
| 6        | Black Falcon               | Mercedes-Benz | 14       | 22          | 9            | 8                 | 11                | 11                | 3           | 63              |
| 7        | Oman Racing Team           | Aston Martin  | NC       | 10          | 31           | 31                | 27                | NC                | 32          | 24              |
| 8        | Brothers Racing Team       | Audi          | 22       | 21          | 16           |                   |                   |                   |             | 16              |
| 9        | Triple Eight Racing        | BMW           |          |             |              |                   |                   |                   | 9           | 9               |
| 10       | Reiter Engineering         | Lamborghini   | 16       |             |              |                   |                   |                   |             | 6               |
| 10       | Emil Frey Racing           | Jaguar        |          |             |              |                   |                   |                   | 19          | 6               |
| 11       | Leonard Motorsport AMR     | Aston Martin  |          | 23          |              |                   |                   |                   |             | 2               |